# Дегтярьова Тетяна Олександрівна
Дегтярьова Тетяна Олександрівна  - українська співачка, заслужена артистка України. З 1998 року
є солісткою музичного гурту Made in Ukraine. Виступаючи в складі гурту, стала художнім керівником гурту. 
Тетяна народилася 9 червня 1983 року в місті  Алчевськ. Поїхала з батьками в російське місто Усінськ, за Полярним колом. Там закінчила два класи місцевої школи. Повернулася в Україну де продовжила навчання в школі. В 1998 році у віці 15 років стала співачкою музичного гурту. Після школи вступила до Київського державного музичного університету імені Рейнгольда Глієра (нині. Київська муніципальна академія музики імені Рейнгольда Глієра). Закінчила навчання у 2003 році.
У 2011 році отримала звання заслуженого артиста України.  Під час трагічних подій Євромайдані брала участь у заходах на Майдані Незалежності, підтримуючи боротьбу українців, за свободу. Після початку російсько-української війни, їздила з музичним колективом на передову, з концертами для українських військових.

## Хобі та інтереси
Тетяна Дегтярьова обожнює класичну та сучасну музику, не має улюбленого напряму в музиці. Після народження сина почала читати книги про батьківство. Зібрала велику колекцію видань доктора  Євгена Комаровського, вважає його твори є надійним джерелом інформації для сучасних матерів. Захоплюється творчістю Ліни Костенко, що за її словами наповнені любов’ю до культури і людських традицій
.

## Особисте життя
Одружена, чоловік співачки бере активну участь у розвитку кар’єри дружини. Чоловік здійснює технічну підтримку концертів. Має сина, Єгора та доньку, Поліну.